# I milanesi ammazzano il sabato
I milanesi ammazzano il sabato (14 ricette di quotidiana macabra felicità) è il nono album in studio del gruppo musicale italiano Afterhours, pubblicato il 2 maggio 2008 dalla Universal.

## Descrizione
L'uscita dell'album è stato preceduta da quella dell'EP Le sessioni ricreative, pubblicato la settimana precedente. Il titolo è ispirato a quello del noto romanzo noir di Giorgio Scerbanenco, I milanesi ammazzano al sabato.
Il disco contiene delle partecipazioni di Greg Dulli, già collaboratore del precedente Ballate per piccole iene, Cesare Malfatti dei La Crus e Brian Ritchie dei Violent Femmes.
Il tour per la promozione dell'album è partito il 2 maggio con prima tappa a Bologna. In precedenza sono stati girati tre video promozionali per le canzoni È solo febbre, Pochi istanti nella lavatrice e Riprendere Berlino.
L'album ha venduto più di 100 000 copie.

### Riedizione
Il 24 ottobre 2008 viene pubblicata la reissue del disco con un cd aggiuntivo che comprende sei brani in versione live e due inediti. I sei brani live della reissue sono tratti dall'esibizione di fine maggio all'auditorium di Radio Popolare e uno dallo show di Roma. I due inediti sono Due di noi (con alla voce Roberto Dell'Era) e You know you're right (cover dei Nirvana).

## Tracce
1. Naufragio sull'isola del tesoro – 1:41 (Agnelli)
2. È solo febbre – 2:10 (Agnelli, Gabrielli)
3. Neppure carne da cannone per Dio – 2:23 (Agnelli, Ciccarelli, Ciffo, Dell'Era, Gabrielli, Prette)
4. Tarantella all'inazione – 5:08 (Agnelli, Malfatti)
5. Pochi istanti nella lavatrice – 4:08 (Agnelli, Ciccarelli, Ciffo, Dell'Era, Gabrielli, Prette)
6. I milanesi ammazzano il sabato – 2:13 (Agnelli, Malfatti)
7. Riprendere Berlino – 4:02 (Agnelli, Ciccarelli, Ciffo, Dell'Era, Gabrielli, Prette)
8. Tutti gli uomini del presidente – 2:14 (Agnelli, Ciccarelli, Ciffo, Dell'Era, Gabrielli, Prette)
9. Musa di nessuno – 2:16 (Agnelli)
10. Tema: la mia città – 2:44 (Agnelli, Ciccarelli, Ciffo, Dell'Era, Gabrielli, Prette)
11. È dura essere Silvan – 2:26 (Agnelli, Ciccarelli, Ciffo, Dell'Era, Gabrielli, Prette)
12. Dove si va da qui – 4:34 (Agnelli, Malfatti)
13. Tutto domani – 2:59 (Agnelli)
14. Orchi e streghe sono soli (ninna nanna reciproca) – 3:46 (Agnelli, Ciccarelli, Ciffo, Dell'Era, Gabrielli, Prette)

### Tracce (cd aggiuntivo della reissue)
1. Naufragio sull'isola del tesoro (live) – 1:52
2. È solo febbre (live) – 2:10
3. Quello che non c'è (live) – 5:39
4. È la fine la più importante (live) – 2:58
5. I milanesi ammazzano il sabato (live) – 2:26
6. Neppure carne da cannone per Dio (live) – 2:27
7. Orchi e streghe sono soli (ninna nanna reciproca) (live) – 3:59
8. Due di noi – 3:43
9. You Know You're Right (cover dei Nirvana) – 2:54

## Formazione
- Manuel Agnelli – voce, chitarra, tastiere
- Giorgio Ciccarelli – chitarra, chitarra acustica, e-bow
- Roberto Dell'Era – basso, voce in Tutti gli uomini del presidente, Due di noi
- Enrico Gabrielli – fiati, orchestrazione, tastiere, pianoforte, glockenspiel, stilofono
- Dario Ciffo – violino elettrico, chitarra
- Giorgio Prette – batteria, timpani

Altri musicisti
- Cesare Malfatti - chitarre, batteria elettronica in Dove si va da qui, timpani, tamburello
- John Parish - rhodes in E'solo febbre
- Brian Ritchie - basso acustico in E' solo febbre, Tema: La mia città
- Greg Dulli - chitarra in I Milanesi ammazzano il sabato
- Stef Kamil Carlens / Zita Swoon - cori

## Classifiche

### Classifiche settimanali
| Classifica (2008) | Posizione massima |
| ----------------- | ----------------- |
| Italia            | 3                 |

### Classifiche di fine anno
| Classifica (2008) | Posizione |
| ----------------- | --------- |
| Italia            | 83        |